# Pseudoleskeopsis orbiculata
Pseudoleskeopsis orbiculata là một loài Rêu trong họ Leskeaceae. Loài này được (Mitt.) Broth. miêu tả khoa học đầu tiên năm 1907.